# Schachwürger
Der Schachwürger (Lanius schach) ist ein Singvogel aus der Gattung Lanius in der Familie der Würger (Laniidae). Die mittelgroße, auffallend langschwänzige Würgerart (engl. Name: Long-tailed Shrike) hat ein sehr großes Verbreitungsgebiet, das sich von Zentralasien über den gesamten Indischen Subkontinent, Zentral- und Südchina, fast das gesamte Indochina, die Malaiische Halbinsel und die Philippinen bis weit in die indonesische Inselwelt erstreckt. Mit den Vorkommen im südöstlichen Neuguinea ist er die einzige Würgerart der Australis. Entsprechend diesem ausgedehnten, sowohl klimatisch wie auch topographisch stark differenzierten Verbreitungsgebiet wurden viele Unterarten beschrieben, von denen zurzeit neun allgemein anerkannt sind.
Die meisten Schachwürger sind weitgehend Standvögel, nur die am weitesten nördlich verbreiteten Populationen verlassen die Brutgebiete regelmäßig und ziehen in südliche oder südöstliche Gebiete ab.
Die Färbungsunterschiede zwischen den Unterarten sind beträchtlich. Meist werden zwei Gruppen unterschieden: Die grauköpfigen Unterarten, bei denen die würgertypische Gesichtsmaske deutlich erkennbar ist, und die schwarzköpfigen Schachwürger, bei denen die Gesichtsmaske von der übrigen Kopffärbung assimiliert wird. Daneben besteht noch eine melanistische Morphe von Lanius schach schach die ausschließlich schwarz, grauschwarz und grau gefärbt ist.
Schachwürger ernähren sich überwiegend von Insekten und anderen Wirbellosen, doch ist die Vielfalt an Beutetieren – unter ihnen neben verschiedenen kleinen Wirbeltieren auch Krebse, Weichtiere und kleine Fische – größer als bei anderen Würgerarten.
Die verwandtschaftliche Stellung der Art innerhalb der ostpaläarktischen Vertreter der Gattung ist nicht ausreichend geklärt. Der Tibetwürger gilt als sehr nahe verwandte Art und wird von einigen Taxonomen auch als conspezifisch aufgefasst.
Der Name Schachwürger, beziehungsweise Lanius schach bezieht sich auf einen häufig zu hörenden Alarmruf der Art, den Pehr Osbeck 1757 für die Art wählte und der ein Jahr später von Carl von Linné übernommen wurde. Das Typusexemplar stammt aus der Gegend von Guangdong.
Obwohl für viele Verbreitungsgebiete Bestandsanalysen völlig fehlen, wird keine der Unterarten von der IUCN in einer Gefährdungsstufe gelistet (LC = least concern).

## Aussehen

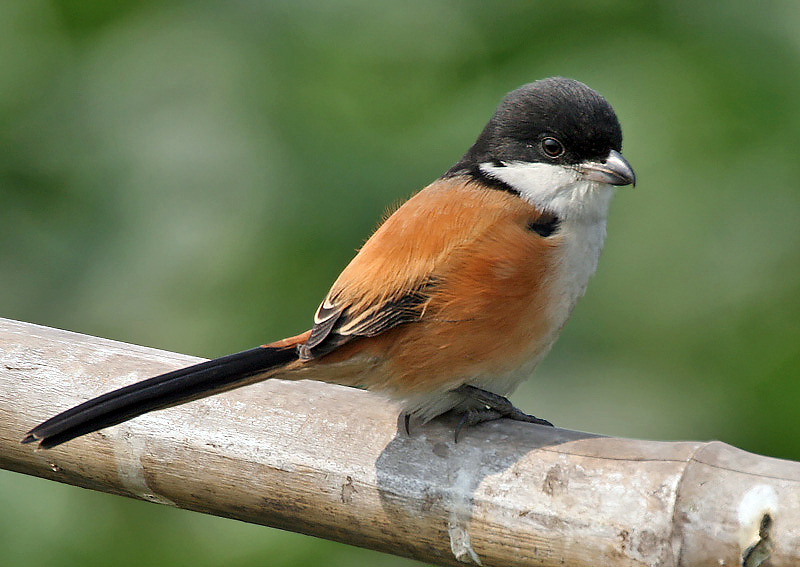
L. s. tricolor

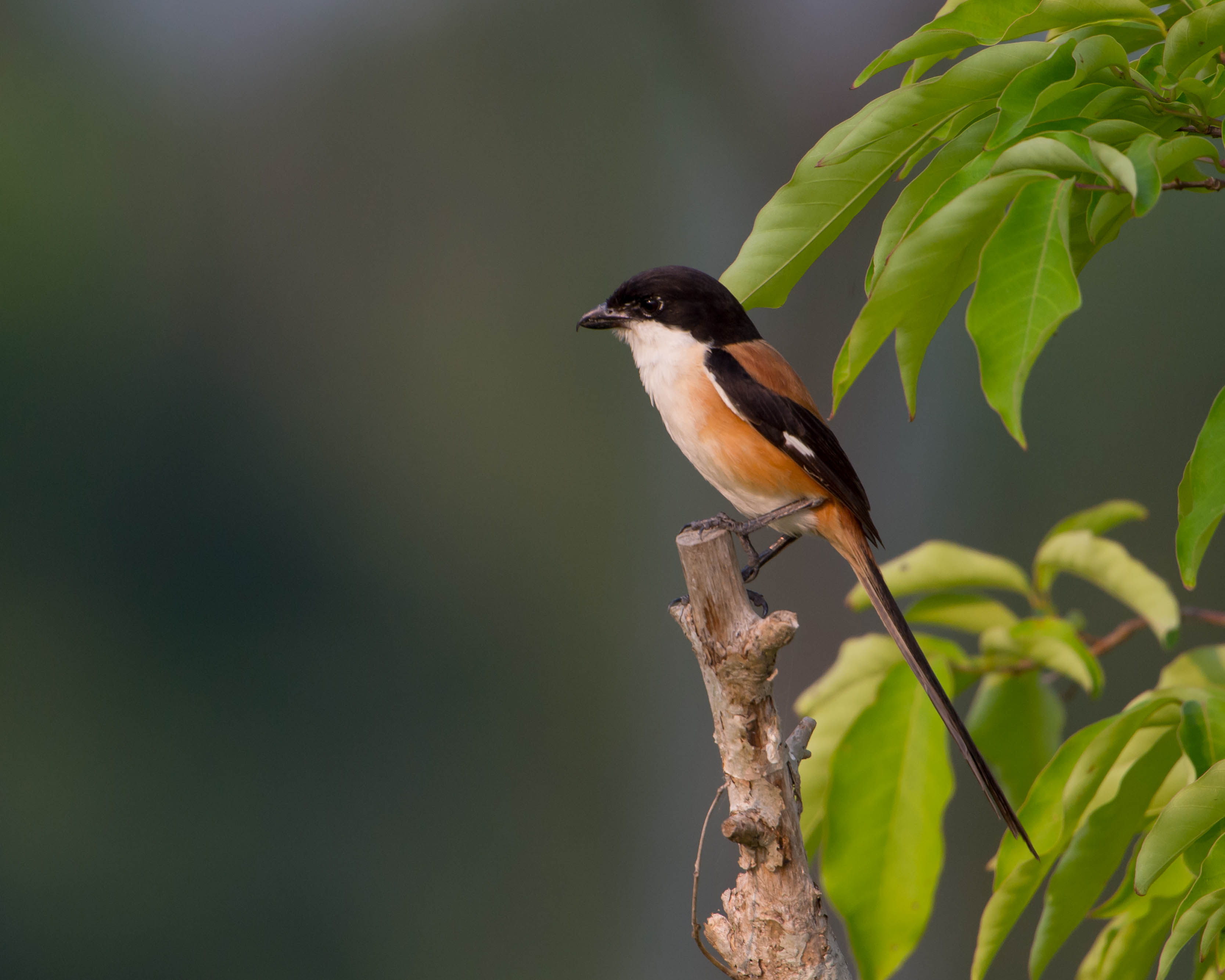
L. s. longicaudatus

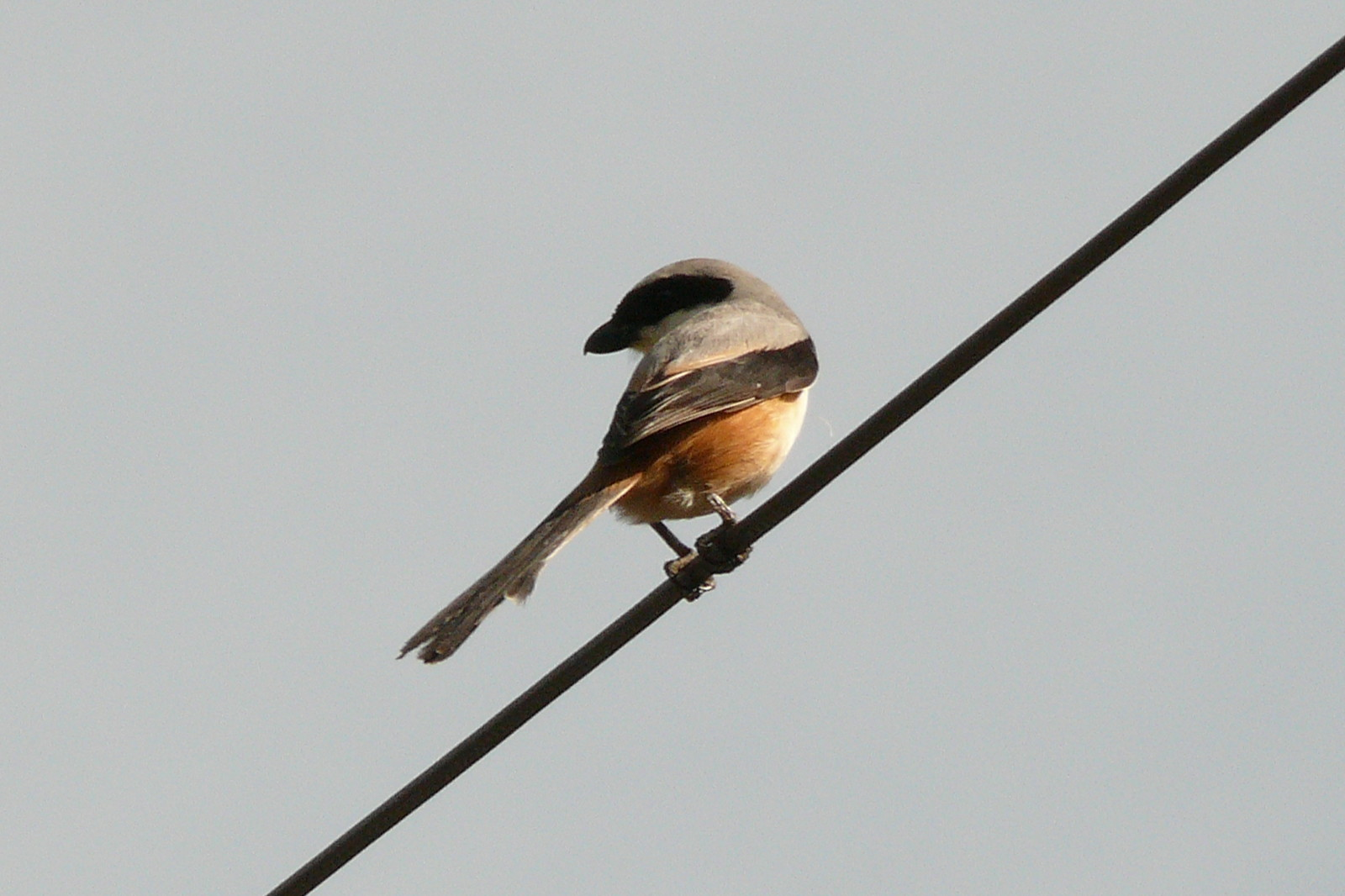
L. s. caniceps

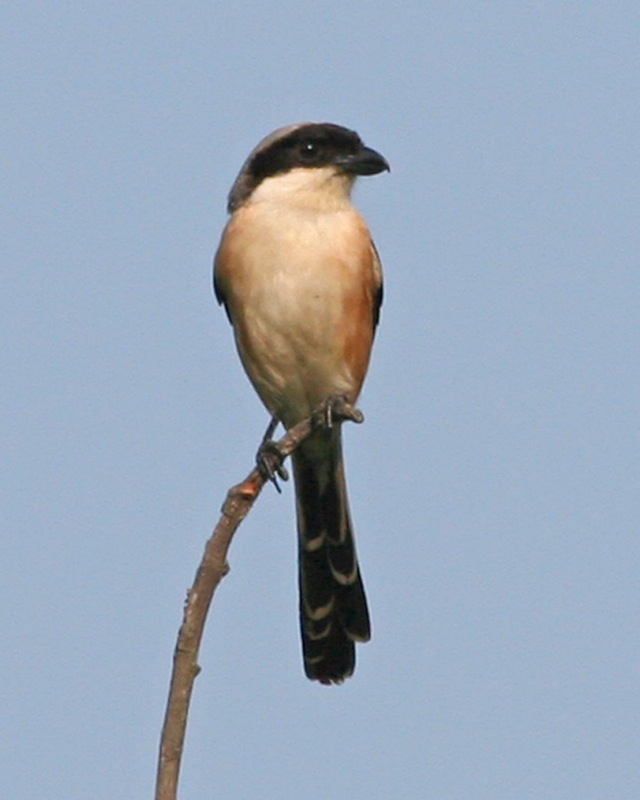
L. s. bentet bildet eine Übergangsform zwischen den grauköpfigen und schwarzköpfigen Unterarten

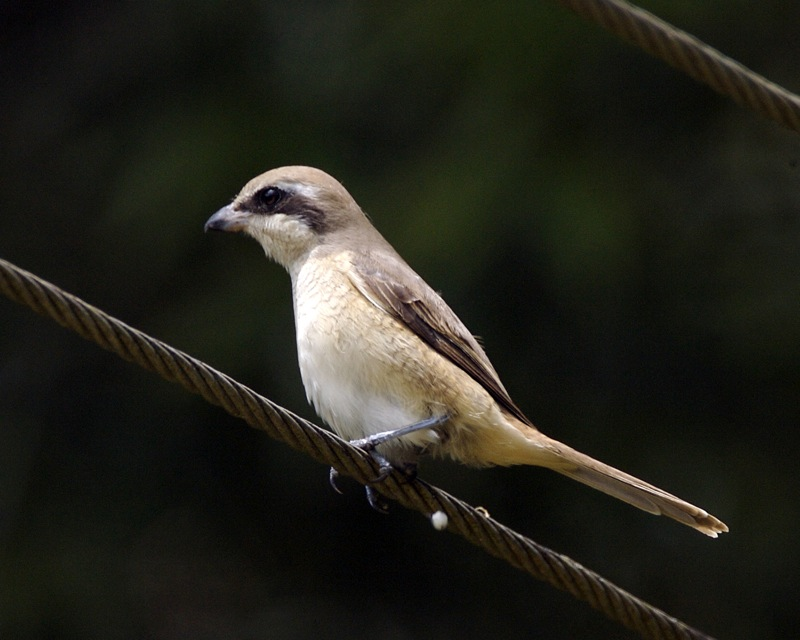
Jungvogel der Unterart L. s. erythronotus

Unter allen Würgerarten zeigt der Schachwürger die deutlichsten Färbungsunterschiede zwischen den einzelnen Unterarten. Auch die Größen- und Gewichtsdifferenzen können beträchtlich sein: Lanius s. caniceps, eine der kleinsten Unterarten, misst etwa 23 Zentimeter und wiegt zwischen 33 und 38 Gramm, die Nominatform dagegen erreicht eine Größe von bis zu 27 Zentimetern und ein Gewicht bis zu 61 Gramm. Auch die Schwanzlänge ist nicht bei allen Unterarten im Vergleich zur Flügellänge auffallend groß: Beim vergleichsweise kurzschwänzigen L. s. erythronotus beträgt das Verhältnis 1: 1,23, bei der extrem langschwänzigen Unterart L. s. longicaudatus dagegen 1:1,55.
Harris und Franklin teilen die Schachwürger nach dem Hauptmerkmal, der Kopffärbung, in zwei Gruppen: Die grauköpfigen Unterarten umfassen L. s. schach, L. s. erythronotus und L. s. caniceps, die schwarzköpfigen L. s. longicaudatus, L. s. tricolor, L. s. nasutus, L. s. suluensis, L. s. stresemanni und L. s. bentet. Letzterer bildet in Bezug auf die Färbung eine Übergangsform zwischen diesen Gruppen. Panov differenziert noch stärker und definiert drei Gruppen.
In beiden Gruppen bestehen nur sehr geringfügige Färbungsunterschiede zwischen den Geschlechtern. Weibchen beider Gruppen weisen manchmal eine leichte Bänderung vor allem auf der Oberseite auf und sind unmerklich weniger intensiv gefärbt. Es sind nur wenige Größen- und Gewichtsangaben verfügbar, für einige Unterarten fehlen sie völlig; die zur Verfügung stehenden Daten könnten auf einen minimalen Dimorphismus zugunsten der Männchen hindeuten.

### Grauköpfige Unterarten
Der Kopf, Nacken und Mantel sind in unterschiedlicher Intensität und Farbtiefe grau. Die schwarze Gesichtsmaske verläuft von der Stirn über die Augen bis hinter die Ohrdecken. Das Grau des Mantels geht verlaufend in das Rötlichbraun von Rücken und Bürzel über. Die Flügel sind schwarz, wobei vor allem die Schirmfedern und die Armschwingen zimtbraun gerandet sind. Die Basis der inneren Handschwingen ist weiß, was beim sitzenden Vogel einen fast immer erkennbaren kleinen weißen Flügelspiegel erzeugt, beim fliegenden ein markantes, sichelförmiges Flügelfeld. Der gestufte Schwanz ist dunkelbraun, die äußeren Steuerfedern sind etwas heller. Kehle, Brust und Bauch sind meist rein weiß oder matt weiß, die Flanken deutlich rötlichbraun behaucht. Die Iris ist schwarz, ebenso gefärbt ist der mächtige Hakenschnabel. Beine und Zehen sind dunkelgrau. Eine Sonderstellung nimmt die in Südostasien und auf Taiwan und Hainan relativ häufig vorkommende schwarze Morphe von L. s. schach (fälschlich manchmal als Unterart L. s. fuscatus geführt) ein. Sie ist auf der Oberseite dunkelgrau, fast schwarz, zum Bürzel hin auch leicht schwarzbraun, auf der Unterseite etwas heller grau. Die ausgedehnte schwarze Gesichtsmaske hebt sich deutlich vom sonst eher hellen Kopfgefieder ab.

### Schwarzköpfige Unterarten
Bei diesen Unterarten sind der gesamte Kopf, der Nacken und zum Teil auch die obersten Bereiche des Mantels tief schwarz. Eine Gesichtsmaske ist nicht erkennbar. Der Mantel ist zum Rücken hin entweder von grau ins intensive Rötlichbraun verlaufend oder überhaupt zur Gänze rötlichbraun, üblicherweise dunkler und gesättigter als bei den grauköpfigen Unterarten. Die Flügel sind schwarz, die zimtbraune Randung der Schirmfedern und Handschwingen ist sehr deutlich. Ebenso ist das weiße Flügelfeld meist relativ groß und markant. Der besonders bei L. s. longicaudatus sehr lange Schwanz ist dünn und schwarz. Die Unterseite sowie die unbefiederten Körperteile gleichen jenen der grauköpfigen Unterarten.

### Jugendgefieder
Die Färbung von Schachwürgern im ersten Jugendkleid ist zwischen den beiden Gruppen nicht in dem Maße unterschiedlich wie bei Adulten. Jungvögel beider Gruppen sind auf der Oberseite überwiegend grau mit zum Mantel und Rücken hin zunehmend bräunlichen Farbtönen. Die Schwingen sind schwarz und meist schon wie bei adulten Vögeln zimtbraun gerandet. Jungvögel beider Gruppen sind auf der Oberseite schwärzlich gewellt, jene der grauköpfigen Unterarten geringfügig intensiver. Die schwarze Gesichtsmaske ist bei später schwarzköpfigen Jungvögeln sehr deutlich, bei jenen der grauköpfigen Gruppe blasser und oft nur im Bereich hinter den Augen bis zu den Ohrdecken erkennbar. Auch das weiße Flügelfeld ist in der schwarzköpfigen Gruppe schon deutlich ausgebildet, während es in der anderen Gruppe sehr klein ist oder überhaupt fehlt. Die Unterseite ist bei den grauköpfigen Jungwürgern eher gelbbraun gefärbt und unterschiedlich deutlich rostrot gebändert, während bei später schwarzköpfigen Vögeln der Brust- und der obere Bauchbereich meist fast ungebändert matt weiß sind und nur die Flanken und der untere Bauch rostrote Farbelemente und eine leichte Bänderung aufweisen. Die Schwanzfärbung ist bei den Grauköpfigen fast schwarz, bei den Schwarzköpfigen bräunlich mit deutlich helleren Außenfedern.

### Mauser
Daten zum Umfang und der Phänologie der Mauser sind nur für einige Unterarten verfügbar. Danach scheinen Adulte nach der Brutzeit einmal das Gefieder komplett zu ersetzen. Bei ziehenden Populationen ist der Federwechsel des Großgefieders vor dem Wegzug weitgehend abgeschlossen, bei residenten scheint er länger in das Winterhalbjahr hineinzureichen. Die Mauser der Jungvögel in das erste Adultgefieder beginnt wenige Wochen nach dem Ausfliegen. Sie dürfte meistens eine Vollmauser sein. Es wurden im Frühjahr aber auch Jährlinge mit unvermauserten Schwingen festgestellt, sodass bei manchen Populationen oder Unterarten vorbrutzeitliche Gefiederwechsel in offenbar unterschiedlichem Ausmaß stattfinden.

## Lautäußerungen
Die Art ist in der Periode der Territoriumsetablierung akustisch sehr präsent, verhält sich aber mit Beginn der Brutzeit und auch danach sehr schweigsam und verborgen. Die wesentlichsten Lautäußerungen, also die verschiedenen Alarmrufe sowie die Grundstruktur des Gesanges sind bei allen Unterarten zwar nicht ident, aber sehr ähnlich. Durch die oft äußerst genaue Imitation von Gesängen und Rufen anderer Vogelarten, die unterschiedlich angeordnet und variiert in den Gesang eingeflochten werden, sind Schachwürgergesänge individuell und regional dennoch sehr unterschiedlich. In einem individuellen Gesang wurden 13 Phrasen von anderen Singvögeln, dazu Rallen- und Eisvogelrufe nachgewiesen. Häufigster Alarmruf ist ein mehrfach gereihtes, kreischendes, raues, heiseres, recht lautes Kscha, das auch mit Scha, Scheh transkribiert wird. Daneben sind stärker vokalisierte, zweisilbige, etwas leisere Rufe zu hören, die als Anwesenheitssignal gedeutet werden. Andere Rufe erinnern an die des Wachtelkönigs oder der Wachtel. Der Gesang ist ein sonores, jedoch recht voluminöses, meist melodiöses und rhythmisch strukturiertes Murmeln und Trällern, durchsetzt mit Pfiffen und kratzenden Elementen sowie mit vielfältigen Stimmimitationen. Der Gesang ist von beiden Geschlechtern zu hören, der des Weibchens ist etwas leiser und weniger strukturiert.

## Verbreitung

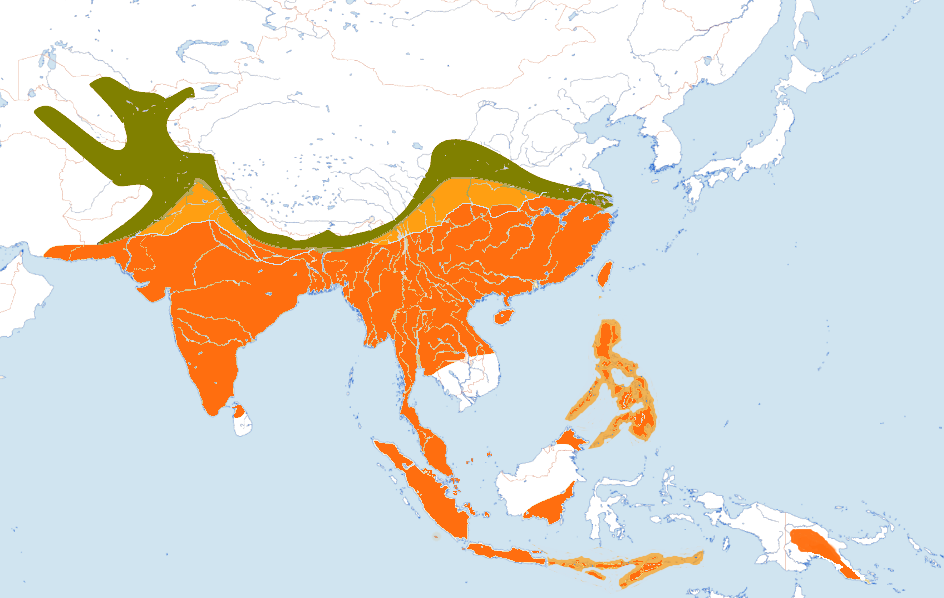
Verbreitung des Schachwürgers
grün: Überwiegend Zugvögel
gelb: Teilzieher oder residente Populationen
orange: Weitgehend Jahresvögel

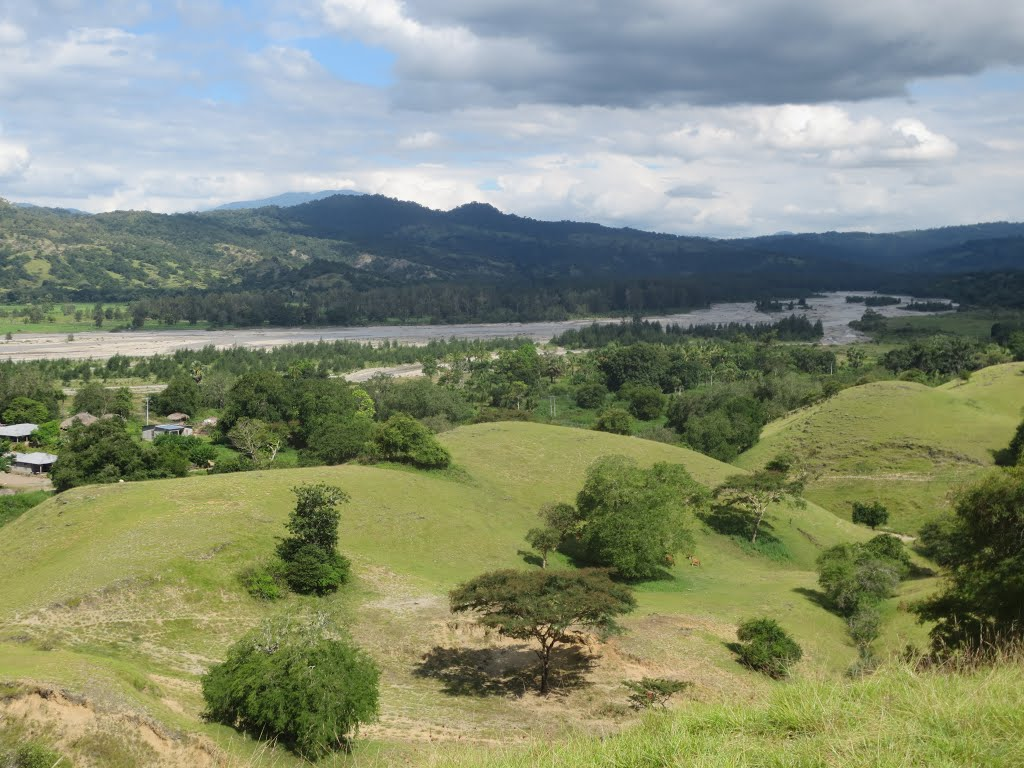
Busch- und baumbestandenes, kurzrasiges Offenland, oft am Rande von Siedlungen und bevorzugt in Gewässernähe wie hier auf Osttimor bietet dem Schachwürger gute Lebensmöglichkeiten.

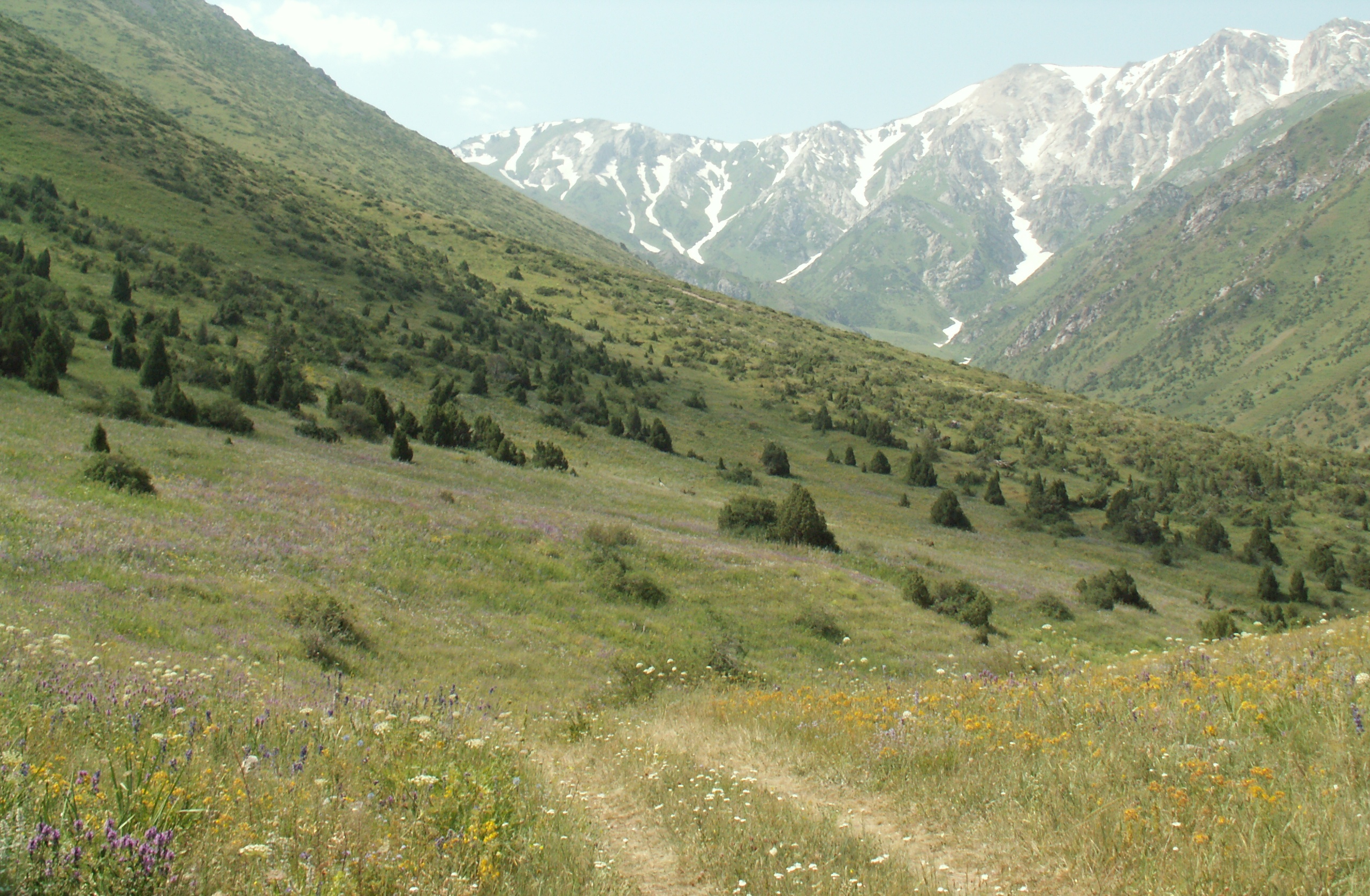
In den offenen Wacholderbeständen von Jabagly erreicht der Schachwürger seine nördliche Verbreitungsgrenze.

Schachwürger sind von der Makranküste des nordöstlichsten Iran und deren Hinterland, Afghanistan, Pakistan, und Teilen der zentralasiatischen Staaten im Westen über den gesamten indischen Subkontinent und die nördlichsten Regionen Sri Lankas nordwärts bis an die südliche Himalayaabdachung, nach Osten hin über das südliche und zentrale China und fast ganz Indochina bis an die Küsten des Ostchinesischen- und Südchinesischen Meeres verbreitet. Besiedelt sind auch die großen Inseln Hainan und Taiwan. Nach Süden und Südosten bewohnt die Art die Malaiische Halbinsel, ganz Sumatra und die Sumatra östlich vorgelagerten Inseln, Teile Borneos, Java, die meisten Inseln der Philippinen, die Inseln des Sulu-Archipels, die meisten der Kleinen Sundainseln und schließlich das südöstliche Bergland von Neuguinea.
In den letzten 20 Jahren wurde eine leichte Nordostexpansion der Art entlang der nördlichen Ausläufer des Tian Shan registriert. 2005 brütete ein Paar etwa 100 Kilometer nordöstlich des Alakölsees.
Vertikal ist der Schachwürger vom Meeresniveau bis in Höhen von etwa 3000 Metern vertreten, ausnahmsweise wurden im Himalaya Brutvorkommen bis in 4300 Metern Höhe festgestellt.

### Lebensraum
Schachwürger sind in ihrer Habitatswahl sehr flexibel und können daher eine Vielzahl, zum Teil sehr unterschiedlicher Lebensräume bewohnen. Immer sind jedoch neben einem ausreichenden Nahrungsangebot Bäume oder Büsche als Brutplatz beziehungsweise Jagdwarten unerlässlich. Geländeabschnitte mit kurzrasiger Vegetation werden zwar bevorzugt, sind aber keine exklusive Voraussetzung. Schachwürger brüten auch in ausgesprochen hochgrasigem oder schilfbestandem und relativ dicht bebuschtem Gelände und passen dort ihre Jagdmethoden entsprechend an.
Die Art bewohnt unter anderem locker buschbestandene Halbwüsten, lichte montane Wacholderbestände, Dornwälder, Akaziensavannen, Steppengebiete mit Bauminseln am Rande von Flussläufen oder Bewässerungskanälen, Windschutzstreifen entlang von Straßen oder Feldern, Weideland, große Obstgärten, Parks und Golfplätze. Sie kommt auch in den Randzonen von Wäldern und von Plantagen vor und besiedelt Feuchtgebiete wie Hochmoore, Marschen, bebuschte oder baumgesäumte Flurstreifen entlang von Reisfeldern und strandnahe Gebiete, wenn dies die Vegetation erlaubt. Vor allem im Nordwesten des Verbreitungsgebietes hat sich die Art stark an die Anwesenheit des Menschen gewöhnt und kommt auch in kleinen bäuerlichen Siedlungen vor.

### Wanderungen
Nur die nördlichsten Populationen sind mehrheitlich Zugvögel, die ihre Brutplätze zwischen August und November verlassen und süd- oder südostwärts ziehen. Die Überwinterungsgebiete liegen in Zentral- und Südindien, in Bangladesch und im nördlichen und zentralen Indochina. Vereinzelt wurden aber auch verdriftete Schachwürger weit entfernt der üblichen Winterplätze aufgefunden: so einmal in Israel und mehrmals in Japan. Brutvögel höherer Lagen ziehen in klimatisch begünstigte oder niedriger gelegene Gebiete. Abhängig von der Lage der Brutgebiete kehren die ersten Heimzieher bereits gegen Ende Februar zurück. Die große Mehrheit der Schachwürger ist das gesamte Jahr im Brutgebiet anwesend.

### Raumbedarf
Die wenigen Daten zu Reviergröße und Raumbedarf der Art deuten auf keine wesentlichen Unterschiede zu anderen mittelgroßen Lanius–Arten hin. In optimalen Bruthabitaten kann die Art sehr hohe Bestandsdichten erreichen, wie zum Beispiel in Stadtrandlagen von Kabul, wo 8–12 Brutpaare auf einen Quadratkilometer gezählt oder in anderen Gebieten Afghanistans und Turkmenistans, wo sogar bis zu 4 Brutpaare auf einen Hektar, beziehungsweise 26 Paare auf 7 Hektar festgestellt wurden. Der Mindestnestabstand in solchen Habitaten, in denen die Art in sogenannten Revierklumpen brütet, unterschreitet 100 Meter. Die durchschnittliche Bestandsdichte ist jedoch wesentlich geringer, die Nestabstände und Reviergrößen sind entsprechend größer.

## Nahrung und Nahrungserwerb

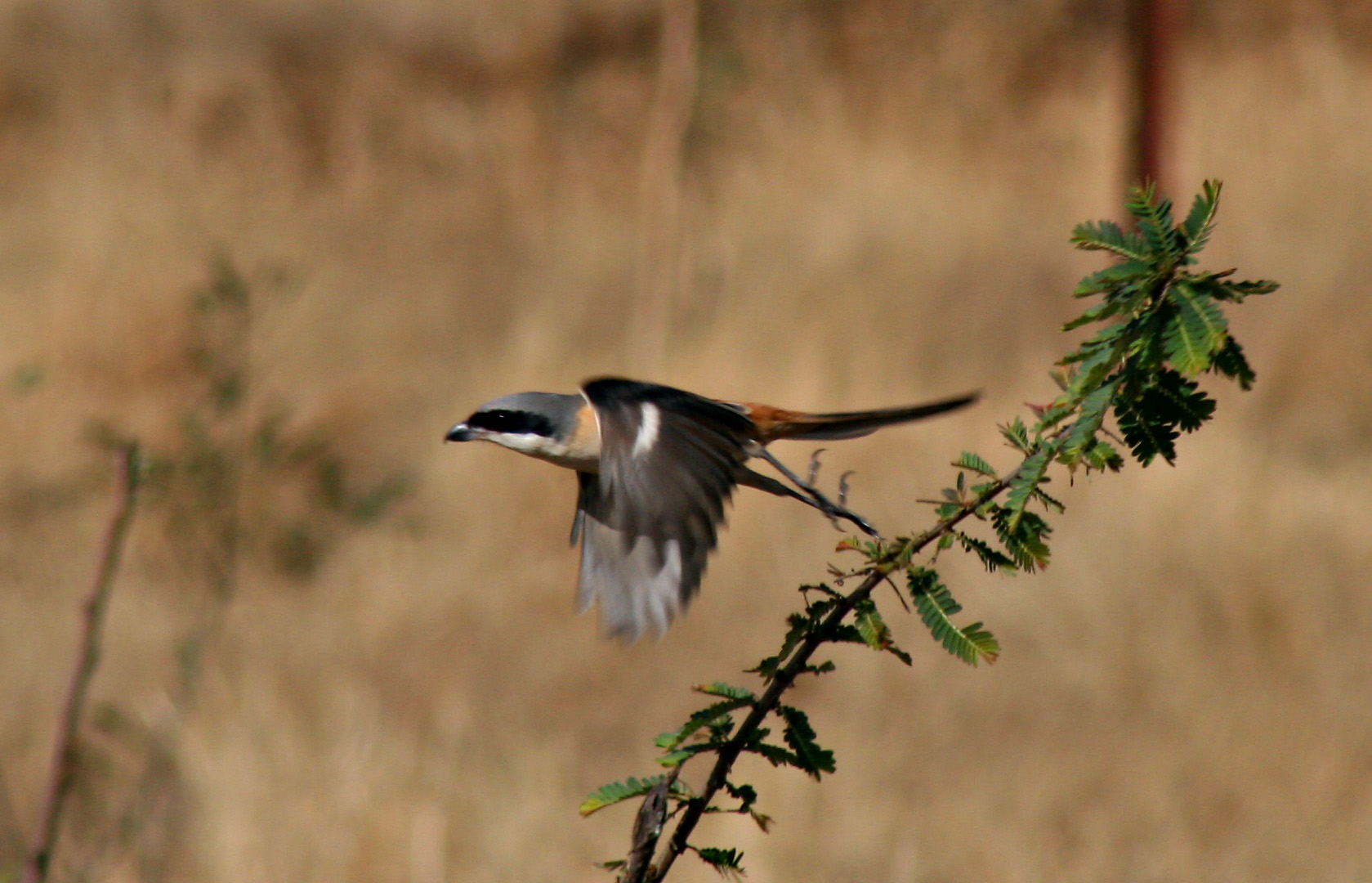
Vom Ansitz abfliegendes Männchen der Unterart L. s. caniceps

Wie die meisten Würgerarten ist auch der Schachwürger ein hochgradig opportunistischer Jäger, der seine Beutetiere nach der bestmöglich erzielbaren Energieeffizienz auswählt. Überwiegend sind das relativ große Insekten, wie Heuschrecken, Fangschrecken, Grillen, Zikaden, Käfer, Schmetterlinge und deren Raupen, Libellen, und Hautflügler, darunter auch stechende Arten. Daneben werden auch andere Wirbellose wie Regenwürmer und Tausendfüßer sowie Spinnentiere wie etwa Skorpione verzehrt. Kleine Wirbeltiere wie Vögel, Mäuse, kleine Eidechsen, Agamen und Geckos, Frösche und Fische sowie Krabben und andere Krebstiere sind lebensraum- und möglicherweise auch saisonabhängig für die Energieversorgung der Art unterschiedlich bedeutsam. Nestlinge scheinen immer ein nicht unwesentlicher Nahrungsbestandteil zu sein: Dabei greifen Schachwürger auch relativ große Arten wie fast vollständig befiederte Nestlinge der Palmtaube an und überwältigen sie, oder nehmen systematisch die Nester von Koloniebrütern wie die des Haussperlings oder des Weidensperlings aus. 

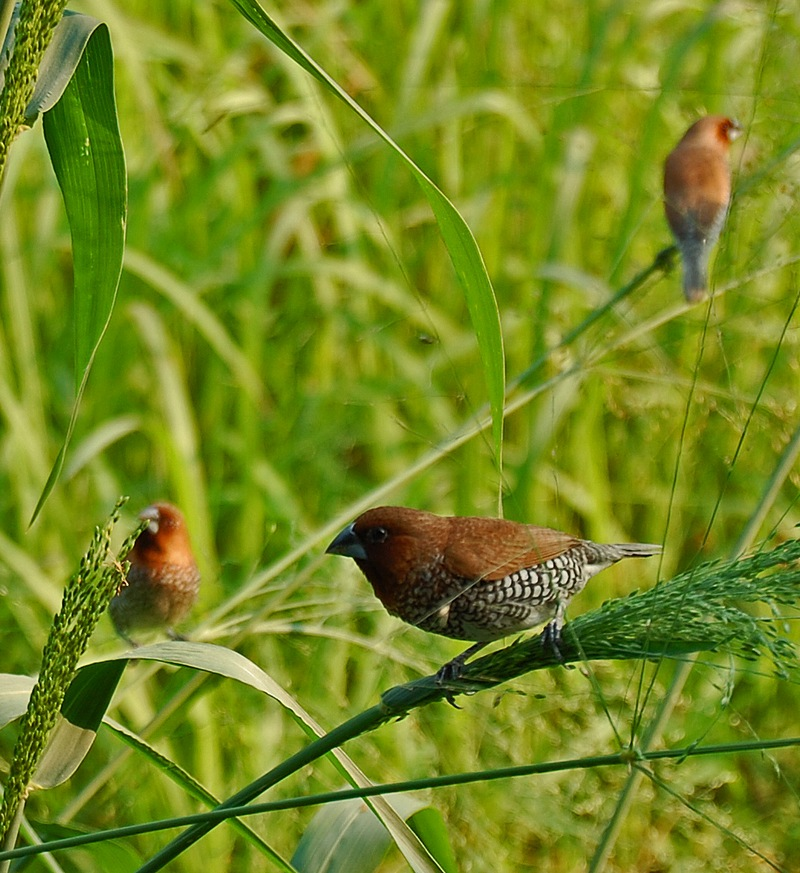
Muskatamadinen scheinen zu den Kleinvögeln zu gehören, die häufig von Schachwürgern erbeutet werden.

 Schachwürger jagen und schlagen in unterschiedlichem Ausmaß alle Arten überwältigbarer Kleinvögel; in manchen Populationen sind Vögel vor allem während der Jungenaufzucht eine wesentliche Nahrungsquelle. Muskatamadinen, scheinen besonders häufig erbeutet zu werden. Gelegentlich wurden Schachwürger bei der Aufnahme von Früchten und Beeren beobachtet, vor allem jenen des Niembaumes.
Bevorzugte Jagdmethode ist die Ansitzjagd. Von einer erhöhten Warte aus überblickt der Würger einen Sektor zwischen 10 und 15 Metern und sucht diesen nach passenden Beutetieren ab. Erspäht er eines, gleitet er vom Ansitz, beschleunigt meist mit wenigen Flügelschlägen und schlägt es am Boden. Meist trägt er das Opfer zur Ausgangswarte zurück und verzehrt es dort. Oft wechselt er nach einem Jagdversuch den Ansitz. Dieser energiesparende Beuteerwerb ist nur bei fehlendem, kargem oder sehr niedrigem Bodenbewuchs möglich, wird aber modifiziert auch bei anderen Vegetationsstrukturen beibehalten, nur werden die Beutetiere nicht am Boden, sondern auf Stängeln, Grashalmen, Blättern und anderen Oberflächen – selbst im sehr flachen Wasser – geschlagen. Daneben suchen Schachwürger systematisch Substratoberflächen nach Beutetieren ab, jagen gelegentlich auch in einer Art Flatterhüpfen zu Fuß, und – vor allem bei einem großen Angebot an Fluginsekten – in der Luft. Schachwürger vermögen Kleinvögel, selbst so gewandte Flieger wie Schwalben, gelegentlich in der Luft zu schlagen. Offenbar nutzen sie dabei Situationen aus, in denen das potentielle Opfer nur eingeschränkt reaktionsfähig ist, wie zum Beispiel beim Starten oder beim Landen. Fallweise wurde Kleptoparasitismus festgestellt. Einige Unterarten legen Vorräte durch Aufspießen und Einklemmen von Beutetieren an, ob dieses Verhalten bei allen Unterarten entwickelt ist, ist zurzeit nicht bekannt.

## Verhalten
Schachwürger sind während des gesamten Jahres territorial. Sie gelten als robust und kämpferisch. In der Vorbrutzeit verteidigen und behaupten sie ihr gesamtes Brut- und Nahrungsrevier intensiv, während der Brutzeit und später nur mehr den unmittelbaren Bereich um den Neststandort, sowie die Vorratsplätze. Die wesentlichsten Elemente des Revieranzeigens sind laute, in aufrechter Körperhaltung geäußerte Rufe an exponierten Stellen des Territoriums, niedrige, mit Flatter- und Gleitphasen unterbrochene Schauflüge entlang der Reviergrenzen, und bei tatsächlichen Auseinandersetzungen mit Artgenossen oder anderen Kontrahenten die würgertypischen Drohgesten, wie Buckelstellung mit Schwanzspreizen, Kopfschwenken, Flügelflattern und Schnabelzeigen – im Extremfall aber auch direktem Anfliegen mit Körperkontakt. Kommen Menschen oder Fressfeinde dem Nest zu nahe, verhalten sich Schachwürger sehr lange still, bei zu großer Annäherung versuchen sie jedoch den Eindringling entweder zu verleiten oder attackieren ihn direkt. Weibchen beteiligen sich meist nur stimmlich an den Auseinandersetzungen. Vor Flugfeinden fliehen sie in dichtes Gestrüpp, Nesträuber oder Brutparasiten greifen sie direkt an und mobben sie auch außerhalb der Reviergrenzen.
Die meisten Unterarten sind ausschließlich tagaktiv. Nur manche Populationen in Südchina, die sich auf die Jagd von nur nächtlich erscheinenden Krabben spezialisiert haben, jagen in hellen Nächten auch in den ersten Nachtstunden.

## Brutbiologie
Soweit bekannt, führen Schachwürger eine monogame Saisonpartnerschaft. Ob, und mit welcher Häufigkeit eine lose Paarbindung auch außerhalb der Brutzeit bestehen bleibt, ist nicht bekannt. Bei ziehenden Populationen kehren Paare nicht selten bereits verpaart in die Brutgebiete zurück und beginnen unverzüglich mit der Etablierung eines Brutreviers. Die Brutzeiten liegen bei den meisten Unterarten zwischen Februar und August. Bei ziehenden Schachwürgern und solchen mit Brutgebieten in sehr hohen Lagen liegt der Brutgipfel im Mai und Juni, Vögel der Unterart stresemanni brüten zwischen Juni und November, während bei jenen der Unterart bentet während des gesamten Jahres frische Gelege festgestellt wurden. Paare, die in relativ hohen Breiten und in hochgelegenen Gebieten nisten, brüten nur einmal im Jahr, bei Brutvögeln südlicherer Gebiete, insbesondere jenen in der indonesischen Inselwelt und in der Wallacea, sind zwei- gelegentlich auch drei Bruten die Regel.

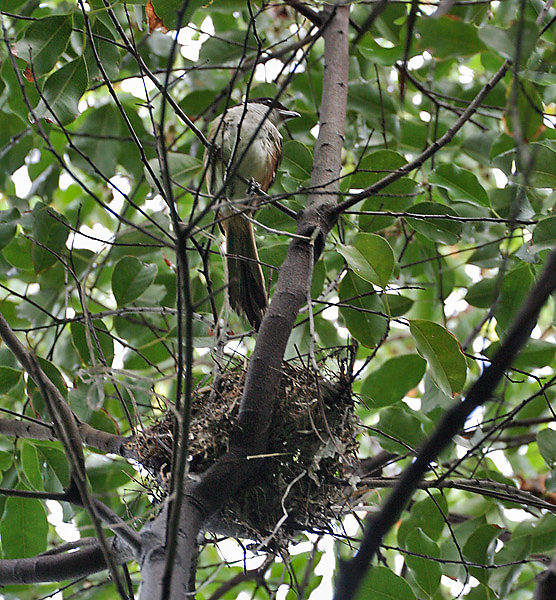
Schachwürger (wahrscheinlich L. s. tricolor) am Nest.

L. s. erythronotus baut seine Nester oft in Bäumen (Pappeln, Maulbeerbäume, Milchorangenbäume) in Höhen zwischen 3 und 4 Metern, in Siedlungen, wo die Art häufig nistet, meist etwas höher. In Trockengebieten sind Akazien häufige Nestträger. Die Unterart L. s. schach brütet oft in Bambusbeständen, L. c. caniceps und L. s. bentet in Palmen, Nester von L. s. nasutus werden oft in Mangobäumen und auf den auf den Philippinen eingeführten Robinien gefunden. L. s. stresemanni errichtet seine Nester bevorzugt in Hochgrasbeständen. Insgesamt kommen als Neststandort jedoch alle Arten verfügbarer Büsche und Bäume und auch Gräser in Frage, sofern diese eine Mindesthöhe und eine ausreichende Tragfähigkeit aufweisen. Der Nestabstand vom Erdboden ist sehr variabel: Nester können fast in Bodennähe errichtet werden, aber auch in Höhen über 20 Metern. Am häufigsten findet man Schachwürgernester zwischen 3 und 5 Metern.
Das Nest wird in 6–8 (4–7) Tagen errichtet, wobei beide Partner das Nistmaterial sammeln, die Hauptkonstruktionsarbeit aber das Weibchen verrichtet. Das tragende Grundgerüst des Nestes wird aus Stängeln und Zweigen zusammengefügt und mit Gräsern, oft auch mit verschiedenen Plastikabfällen verwoben und fest in einer Astgabelung, meist in der Nähe des Hauptstammes verkeilt. Innen ist es ein aus feineren Materialien, besonders feinen Grashalmen, Moosen, Pflanzen- und Tierwolle dicht gefügter Napf. Manche Nester wirken von außen sehr unordentlich und instabil, sie sind jedoch meist sehr widerstandsfähige Konstruktionen, die die nicht seltenen Starkwindereignisse in den Brutgebieten gut überstehen. Die Außendurchmesser der Nester schwanken stark, der Innendurchmesser liegt jedoch meist zwischen 70 und 95, die Napftiefe zwischen 50 und 65 Millimetern.
Das Gelege besteht aus 3–4 (2–8) farblich recht variablen, häufig matt weiß oder grünlich-weiß getönten Eiern, die oft am stumpfen Ende eine intensive rostrote, violette, oder graubraune Färbung aufweisen. Ihre Größe ist recht einheitlich und liegt im Durchschnitt bei 22,5 × 17,9 Millimetern. Die größten Gelege werden bei Brutvögeln hoher Breiten festgestellt, die kleinsten, mit durchschnittlich nur zwei Eiern bei der Unterart L. s. stresemanni auf Neuguinea.
Die Brutzeit beträgt 13–16 , die Nestlingszeit 14–19 Tage. Die Nestlinge sind beim Verlassen des Nestes nur zu kurzen Flatterflügen fähig und verbleiben einige Tage in unmittelbarer Nestumgebung. Es brütet vor allem das Weibchen, nur kurz lässt es sich vom Männchen ablösen. Dieses beschafft für die Nestlinge und das Weibchen den Großteil der Nahrung. Bei den häufig vorkommenden verschachtelten Bruten betreut das Männchen sowohl das bereits auf dem neuen Gelege sitzende Weibchen als auch die noch zu führenden Jungvögel der vorhergehenden Brut. Jungvögel beginnen etwa im Alter von 25 Tagen selbstständig Beutetiere zu schlagen, bleiben aber zumindest 10 Wochen im Familienverband.

## Systematik
Die verwandtschaftliche Stellung der Art innerhalb der Gattung Lanius ist nicht restlos geklärt. Eine kleine chinesische Untersuchung, die nur acht ostasiatische Arten berücksichtigt, sieht fünf Unterarten des Schachwürgers in einer Klade mit dem Burmawürger. Diese wiederum steht in nächster Verwandtschaft zu Tibetwürger, Büffelkopfwürger und Braunwürger. In Diskussion steht auch der taxonomische Rang einiger der neun zurzeit anerkannten Unterarten.
Die Unterarten unterscheiden sich zum Teil deutlich in Bezug auf Färbung, Größe, sowie Flügel- und Schwanzlänge.

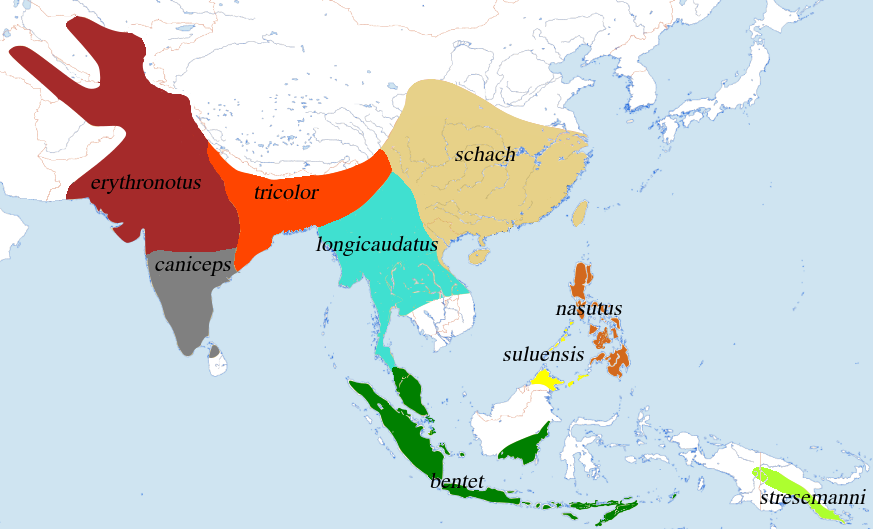
Ungefähre Verbreitung der neun Unterarten. (Die var. fuscatus ist die dunkle Morphe der Unterart L. s. schach.)

- Lanius schach schach Linnaeus,  1758: Zentral-, Süd- und Südostchina, Taiwan, Hainan, Vietnam (Tonkin und Annam). Grauköpfig; breite Gesichtsmaske, relativ wenig Grau am Rücken. Lanius s. schach hybridisiert mit L. s. tricolor.  Intermediär gefärbte Vögel werden vor allem im nordwestlichen Myanmar festgestellt. Im Süden des Verbreitungsgebietes und auf den Inseln Hainan und Taiwan kommen Vögel der dunklen Morphe vor, die grauschwarz und schwarz gefärbt sind. Sie vermischen sich mit regulär gefärbten Schachwürgern, deren Nachwuchs neben den düsteren grauen Farbelementen auch gelbliche und rötlichschwarze Farbtöne aufweist. Die Annahme, dass es sich hierbei um eine eigenständige Art L. fuscatus handelt, wurde durch molekulargenetische Untersuchungen widerlegt.

- Lanius schach erythronotus (Vigors, 1831): Südostkasachstan, Südusbekistan, Kirgisistan, Südturkmenistan, Tadschikistan, Afghanistan und Pakistan, nach Osten bis Nord- und Zentralindien; wahrscheinlich auch nordöstliches Iran. Grauköpfig; weiße Begrenzung der schwarzen Gesichtsmaske, Grau am Rücken etwas ausgedehnter als bei L. s. schach. Lanius s. erythronotus hybridisiert  mit  L. s. tricolor. Intermediär gefärbte Vögel werden vom nordwestlichen Himalaya südsüdostwärts bis Odisha am Golf von Bengalen gefunden. Diese meist schwarzköpfigen Würger werden manchmal als Unterart L. s. nigriceps geführt.

- Lanius schach caniceps Blyth, 1847: Südliches und westliches Indien, nördliches Sri Lanka. Grauköpfig; am meisten Grau am Rücken, sehr breite Gesichtsmaske, kleines weißes Flügelfeld, im Sitzen oft verdeckt.

- Lanius schach longicaudatus Ogilvie-Grant, 1902: Zentral-, Südost- und Südthailand, Südlaos, möglicherweise Südmyanmar. Schwarzköpfig; Schwarzfärbung bis in den Nacken und oberen Mantel. Kein Grau am Rücken; großes weißes Flügelfeld; Kehle und Brust rötlichbraun behaucht; extrem langer Schwanz.

- Lanius schach tricolor Hodgson, 1837: Nepal und Ostindien, ostwärts bis Nordmyanmar, westliches Südchina (Xizang und Yunnan), Nordthailand und Nordlaos. Schwarzköpfig; meist nur wenig oder kein Grauschwarz im oberen Mantelbereich, übriger Mantel und Rücken rehbraun, kleines, im Sitzen oft verdecktes Flügelfeld, etwas kürzerer Schwanz. Kehle, Brust und Bauch rein weiß.

- Lanius schach suluensis Mearns, 1905: Südliche Philippinen und Sulu Archipel. Die drei Inselrassen suluensis, nasutus und stresemanni sind einander sehr ähnlich und unterscheiden sich nur im Anteil der Graufärbung des Rückens. Schwarzköpfig; ähnlich der Unterart tricolor, aber etwas blasser und mit etwas Grau am unteren Mantel.

- Lanius schach stresemanni Mertens, 1923: Südöstliches Bergland auf Neuguinea. Schwarzköpfig; insgesamt dunkler, tiefer rostrot auf der Oberseite; Grau des Mantels ausgedehnter als bei suluensis.

- Lanius schach nasutus Scopoli, 1786: Gesamte Philippinen mit Ausnahme von Palawan. Schwarzköpfig; Mantel zur Gänze grau, Rücken blasser rostrot.

- Lanius schach bentet Horsfield, 1821 Malaiische Halbinsel, Sumatra, Java, Kleine Sundainseln ostwärts bis Timor. Schwarzköpfig, aber oft mit grauem Scheitel und Nacken, sodass die Gesichtsmaske erkennbar ist. Gilt als Zwischenform von grauköpfigen und schwarzköpfigen Unterarten. Vögel von Südostborneo, Ostjava und Bali unterscheiden sich oft sehr stark, sodass hier möglicherweise noch eine Unterart vorliegt.

## Bestand und Bedrohung
Der Schachwürger bewohnt ein sehr ausgedehntes Verbreitungsgebiet, in dem er gebietsweise ein häufiger Brutvogel ist. Genaue Bestandszahlen und Populationstrends sind nicht verfügbar. Laut IUCN ist die Art zurzeit nicht gefährdet. Sie kann im Nordwesten ihres Verbreitungsgebietes und in manchen Teilen Südostasiens, wo die Abholzung der Primärwälder der Art neue Lebensräume erschließt, ihr Brutareal erweitern. Dennoch scheint sie im Westteil ihres Brutgebietes eher seltener zu werden, oder großen zyklischen Schwankungen zu unterliegen. In den meisten Ländern gehört der Schachwürger zu den geschützten Arten, in einigen wird er als gefährdete Art geführt. Neben natürlichen Feinden wie verschiedenen Greifvögeln, Mardern, Zibetkatzen, Krähen, Schlangen und Eidechsen, werden Schachwürger in manchen Regionen auch vom Menschen verfolgt. Regelmäßig parasitieren verschiedene Kuckucksarten Schachwürgergelege.